# Oliver Momm
Oliver Momm (* 20. Jahrhundert) ist ein nordrhein-westfälischer Produzent und Remixer. Seine Firma heißt Oliver Momm Productions mit eigenem Studio in Beckum.

## Musikalische Aktivität
Oliver Momm ist seit 1984 als DJ und seit 1988 als Produzent und Remixer, vor allem in der Techno- und House-Musik tätig. Unter diversen Aliasnamen komponiert er seit Anfang der 1990er Jahre eigene Tracks, auch als Remixer machte er sich einen Namen. Seine bekannteste Teilnahme an einem Musikprojekt war das im Herbst 1998 initiierte Projekt United Deejays For Central America, wobei er mit 21 weiteren, namhaften Szenemusikern den Song „Too Much Rain“ komponierte.

## Oliver Momm Mixe
Im nordrhein-westfälischen Raum wurde er mit seinen Megamixen bekannt. Diese wurden einmal im Monat über den Radiosender HR3 und EinsLive übertragen. Bei EinsLive in der damaligen Sendung EinsLive Party Service mit Piet Blank. Im Dezember 2004 wurde die Sendung aus dem Programm genommen, weshalb die Oliver-Momm-Mixe dann in der neuen Sendung Kruising übertragen wurden. Im Jahr 2006 kündigte Oliver die Zusammenarbeit mit EinsLive. Er ist derzeit für Antenne Bayern und Hit Radio FFH tätig. Für diese Sender mixt er seine Mix-Blocks.
Oliver Momm Mix-Block
Dies sind Kurzmixe, die Rock und Pop Hits aus den 80er, 90er und 2000er Jahren vermischen. Mix-Blocks werden von Antenne Bayern und Hit Radio FFH in ihren Samstagabendprogrammen gesendet.
Oliver Momm Digimix
Die Digimixe wurden von HR3 ab Anfang 1996 gesendet. Der Mix beinhaltete aktuelle Dance- und Club-Tracks, vornehmlich House, Trance und Techno. Auch wurden vereinzelt Hip-Hop und Rap gemixt. Ein Digimix vom April 2004 beinhaltete einen Mix aus Mayday-Hymnen der Members of Mayday aus vergangenen Jahren inklusive der Hymne ‚Team X-Treme‘. Dieser Mix wurde später von Oliver erweitert und vom Label Low Spirit auf CD veröffentlicht.
Oliver Momm Partymix
Oliver Momm Partymix ist der monatliche Mix, der am Ende des Monats (außer Dezember) für eine Stunde auf EinsLive gespielt wurde und unterschied sich geringfügig von den Digimixen, welche oft etwas länger waren. Die ersten Partymixe wurden Anfang 1998 für EinsLive erstellt, der offiziell letzte Partymix war der vom November 2006. Die Digi- und  Partymixe wurden zeitweise auch nur „Oliver Momm Mix“ genannt.
Oliver Momm Gigamix
Ein Gigamix enthält durchschnittlich 70 bis 80 Songs, die teilweise auch a cappella sind. Diese Mixe sind Jahresmixe und wurden am Ende eines jeden Jahres zwischen 1995 und 2005 gesendet. Laut Oliver Momm beansprucht ein Gigamix drei bis vier Wochen Arbeitszeit.
Oliver Momm Spezialmixe
Neben den monatlichen Mixen gibt es auch spezielle Megamixe.
- MOM Megamix, zum zehnjährigen Jubiläum der Mayday im Jahr 2001 von Oliver Momm als Megamix mit Mayday-Hymnen angefertigt. Dieser Mix befand sich auch auf einer Jubiläums-CD der Members of Mayday.
- Sash! Hitmix oder Oliver Momm's Hitmix V 3.0, im Jahr 2004 erstellt für das Best-Of-Album des Nettetaler DJ und Remixer Sash!. Dieser Mix beinhaltet alle bis dahin veröffentlichten Sash!-Hits.
- Depeche Mode Hitmix, 2006 als einstündiger Megamix erstellt. Dieser beinhaltete ausschließlich die Originalversionen der Depeche Mode Hits.

Oliver-Momm-Mix-Blocks
Von 2005 bis 2019 produzierte Oliver Momm für den Radiosender Antenne Bayern sogenannte „Mix-Blocks“, in denen er bekannte Hits der 1980er, 1990er und 2000er miteinander mixt. Auf Antenne Bayern werden sie in der Sendung „Samstag-Abend-Hit-Mix“ gesendet. Später wurden die Mix-Blocks auch von Hit Radio FFH und Radio Brocken gesendet.